# Angela Visser
Angela Visser (sinh 18 tháng 10 năm 1966) là một hoa hậu và người mẫu Hà Lan. Bà là người phụ nữ Hà Lan đầu tiên đăng quang danh hiệu Hoa hậu Hoàn vũ. Cùng với Jennifer Hawkins - Hoa hậu Hoàn vũ 2004, 2 người là 2 Hoa hậu Hoàn vũ tóc vàng duy nhất.